# Rouge
Rouge («Руж») — немецкая поп-группа, работавшая в жанре диско с элементами хай-энерджи. Основана в 1985 году бывшими участницами группы Arabesque после распада группы.

## История группы
Группа «Rouge» была создана в 1985 году . Две участницы бывшего популярного трио Arabesque Ясмин Феттер и Михаэла Розе решили продолжить петь дуэтом. Ясмин и Михаэла выпустили один альбом и несколько синглов, но им не удалось достичь популярности Arabesque, и в 1988 г. группа Rouge распалась.

## Дискография
Выпущен единственный альбом в Японии
- 1988 Rouge

Кроме того, были выпущены несколько синглов в Германии и Японии:
- 1985 I Wanna Take Your Body (Германия, Португалия)
- 1985 Hold On (Германия)
- 1986 The Leader Of The Pack (Германия)
- 1987 Einer Von Uns (Германия)
- 1987 Love Line Operator (Германия)
- 1988 Koi Wa No Time (Япония)
- 1988 Tokyo Dance Club (Япония)

## Видеография
Известны видеоклипы Rouge:
- Hold on
- The leader of the pack
- Einer von uns (на немецком языке)
- Loveline Operator
- Loving me totally
- Koi Wa No Time